# كيث ألين (لاعب كرة قدم)
كيث ألين (بالإنجليزية: Keith Allen)‏ (9 نوفمبر 1943 في المملكة المتحدة - ) هو لاعب كرة قدم بريطاني في مركز الهجوم. لعب مع ستوكبورت كونتي وغريمسبي تاون ونادي بليموث أرجايل ونادي بورتسموث ونادي لوتون تاون.

## وصلات خارجية
- كيث ألين على موقع قاعدة بيانات كرة القدم.إي يو (الإنجليزية)